# تيربو فاست (مسلسل)
تيربو فاست (بالإنجليزية: Turbo Fast) هي مسلسل رسوم متحركة أمريكي من إنتاج دريم وركز عرضت على شبكة نيت فليكس الأمريكية منذ 24 ديسمبر 2013 ومنذ أكتوبر 2015 على ام بي سي 3. يتألف المسلسل من موسمين و78 حلقة. يتحدث المسلسل عن الحلزون تيربو الذي قرر المشاركة في سباق «أيندي 500» وفاز به بشكل غير متوقع، بعد فوزه يعود مع أصدقائه إلى مدينته التي بنى فيها صديقه البشري مدينة خاصة بالحلزونات، مضمار سباق سريع. يكون تيربو مع أصدقائه فريقا للسباق يدعى «فاست Fast» ويدخل بمنافسات حامية مع الفرق الآخرى للفوز بالسباق.

## الشخصيات

### تربو
بطل الأحداث، وقائد فريق «فاست» لسباق السرعة. يحلم بأن يصبح أفضل وأسرع متسابق في العالم. تم تزويده بمادة النايتروس التي جعلت سرعته تتزايد بشكل كبير. يحمل الرقم 5 أثناء خوضه سباقات السرعة. يبدو متسرعا أحيانا، وهو ما يوقعه في الأخطاء ويجعل بعض خططه غير جيدة.

### ويبلاش
أحد أعضاء فريق «فاست» لسباق السرعة الذي يقوده «تربو». أكثر الأعضاء خبرة في سباقات السرعة، ولا غنى للفريق عنه. يتمتع بالجرأة والشجاعة، ولا يخشى شيئًا على الإطلاق!، أبرز عيوبه التسرع والعصبية في بعض المواقف.

### شيت
الأخ الأكبر لـ«تربو»، قائد فريق «فاست» لسباقات السرعة. يتمتع بشخصية مختلفة كثيرًا عن شقيقه «تربو». أذكى عضو بفرق «فاست»، وله قدرة كبيرة على التخطيط. يقوم بالمهام الطبية اللازمة للفريق. يمثل صوت العقل بالفريق، ويسيطر عليه القلق أحيانًا.

### سموف موف
عضوة فريق «فاست»، وهي متسابقة هادئة جدّا. تتمتع بالحكمة، ولا تتسرع في اتخاذ قراراتها. تبدي وجهة نظرها في كل الأمور التي يواجهها الفريق. تفقد تركيزها في بعض الأحيان، وهو ما يوقعها في الأخطاء.

### سكيدمارك
عضو فريق «فاست» لسباقات السرعة. المسؤول عن الدعم الفني للفريق لخبرته المتميزة في علم الميكانيكا. يؤمن بنظرية المؤامرة، ولا يترك شيئًا للصدفة. يمتلك حسّا فكاهيّا، ويبدو متهورًا بعض الشيء. رغم ذكائه وماهرته، إلا أنه يعقد الأمور أحيانًا.

### بيرن
عضوة بفريق «فاست» لسباقات السرعة. متسابقة قوية جدّا، وهي مشاكسة عنيدة. ساخرة بطبيعتها، وماهرة في وضع الحيل الماكرة. متحمسة لكل ما هو جديد، وهو ما يجعلها مندفعة أحيانًا.

### وايت شادو
أضخم أعضاء فريق «فاست» لسباق السرعة. حسه الفكاهي يضفي روح المرح على الفريق. ودود جدًا مع أصدقائه، ومستعد دائمًا لمساعدتهم. في بعض الأحيان والمواقف، يظهر بطئًا في فهم ما يدور حوله.

## المواسم

### الموسم الأول
26 حلقة

### الموسم الثاني
13 حلقة

### الموسم الثالث
13 حلقة

## روابط خارجية
- تيربو فاست على موقع IMDb (الإنجليزية)
- تيربو فاست على موقع نتفليكس (الإنجليزية)
- تيربو فاست على موقع كينوبويسك (الروسية)
- تيربو فاست على موقع ألو سيني (الفرنسية)
- تيربو فاست على موقع قاعدة بيانات الفيلم (الإنجليزية)